# Смолинско језеро
Смолинско језеро (рус. Смолинское) малено је слатководно ледничко језеро у западном делу Псковске области, на западу европског дела Руске Федерације. Налази се у централном делу Палкинског рејона, на подручју простране Псковске низије. Преко своје једине отоке, реке Смолинке, језеро је повезано са сливом реке Великаје, односно са басеном реке нарве и Финског залива Балтичког мора.
Акваторија језера обухвата површину од свега 1,3 км². На језеру се налазе и два малена острва укупне површине од свега пола хектара. Максимална дубина језера је 8 метара, просечна око 4,5 метара. Површина језера при просечном водостају лежи на надморској висини од 30,3 метра. Површина сливног подручја језера је 25,9 км².
На његовој источној обали, на месту где из језера отиче река Смолинка, налази се варошица Палкино, административно седиште Палкинског рејона.
Смолинско језеро је један од најзагађенијих хидролошких објеката у области, а главни загађивачи су отпадне воде из оближњих рибњака, те канализација из Палкина.
У близини језера се 13. септембра 1502. године одиграла велика битка између Руса и Ливонаца